# Jacob Hendrik Floh
Jacob Hendrik Floh, né le 24 octobre 1760 à Krefeld et mort le 25 mars 1830 à Enschede, est un homme politique néerlandais.

## Biographie
Jacob Hendrik Floh est un pasteur baptiste de la ville d'Enschede, dans la province d'Overijssel. Patriote, il participe à la Révolution batave de 1795 et est élu député de Hengelo à la première assemblée nationale batave en février 1796. Unitariste, il se montre ardent défenseur de la séparation de l'Église et de l'État. Il est élu député de Barneveld en octobre 1797, en remplacement de Herman Hendrik Vitringa nommé au conseil constitutionnel. Il soutient le coup d'État unitariste du 22 janvier 1798 puis devient secrétaire de la première chambre du Corps représentatif de la République batave en 1798 et 1799.
Floh devient ensuite inspecteur de l'Instruction publique du département de l'Overijssel et se consacre à l'écriture.

## Publications
- 1790 : Proeve eener beredeneerde verklaringe der geschiedenis van's Heeren verzoekinge inde woestijn, voor denkende en waarheidslievende christenen, Deventer
- 1793 : Het onwrikbaar verband, dateris tusschen dedeugd en het waarachtig geluk, Amsterdam
- 1794 : Antwoord op de vraag : Welke is de beste theorie van straffen en belooningen in de scholen, Amsterdam
- 1795 : Vertrouwelijke gesprekken over verlichting, vrijheid en gelijkheid, Amsterdam
- 1797 : Rapport behelzende een nieuw ontwerp der Verklaaring van rechten en pligten van den mensch en burger, avec Bernardus Bosch, La Haye
- 1808 : Onderrigtingen, raadgevingen en wenken, voor schoolonderwij, Groningue, rééd. 1826
- 1811 : Gesprekken over de pokken en de inenting van dezelve, Amsterdam
- 1813 : Handleidingtothetoprigten en instandhouden van de industriescholen, Zutphen
- 1818 : Kerkelijke redevoering ter gelegenheid van het derde eeuwfeest der kerkhervorming, Zwolle
- 1823 : Volksgeluk iszonder volksdeugd onbestaanbaar, Zwolle
- 1827 : Verhandeling over de geschiktste wijze om het schoolonderwijs ten platten lande te doen strekken totverbetering van gewoonten en begrippen bij den boerenstand, Amsterdam